# Pomnik Mikołaja Kopernika w Salzburgu
Pomnik Mikołaja Kopernika w Salzburgu (niem. Kopernikus) – posąg polskiego astronoma Mikołaja Kopernika autorstwa austriackiego rzeźbiarza Josefa Thoraka, znajdujący się w Salzburgu.

## Historia
W 1943 obchodzono uroczystości związane z rocznicą urodzin i śmierci Kopernika. Z tej okazji do okupowanego przez Niemców Torunia przyjechał gauleiter Okręgu Rzeszy Gdańsk-Prusy Zachodnie Albert Forster, który podczas oficjalnego zamknięcia uroczystości wmurował kamień węgielny pod przyszły pomnik astronoma, który miał stanąć na dzisiejszym placu Rapackiego, w miejscu, gdzie stoi obecnie pomnik Helios. Ostatecznie w Toruniu stanął tylko gipsowy projekt, gdyż pomnika wykonanego przez Thoraka nie zdążono już postawić, ze względu na pogarszającą się sytuację nazistowskich Niemiec na froncie wschodnim II wojny światowej.
W 1950 odbyła się retrospektywna wystawa prac Josefa Thoraka, wśród których był pomnik Kopernika przeznaczony dla Torunia. Po zakończonej wystawie został ustawiony w ogrodzie krasnoludów w Salzburgu – rodzinnym mieście Thoraka.

## Wygląd
Pomnik Mikołaja Kopernika ma 4,5 metra wysokości (posąg 3,2 m, postument 1,3 m). Astronom jest szczupły i wysoki, ma ostre rysy twarzy. W prawej dłoni trzyma małą kulę – Ziemię, w lewej dłoni opartej łokciem o lewe kolano trzyma większą kulę symbolizującą Słońce. Głowę ma zwróconą w swoją prawą stronę i mocno pochyloną do przodu, gdyż spogląda na Ziemię. Ubrany jest w habit z szerokimi mankietami, a na nogach ma sandały.